# 鼎金里
鼎金里，為臺灣高雄市三民區的一個行政區劃，本里現有17鄰，2023年9月有1,777戶，人口4,310人。鼎金里因被國道一號從中穿過，大致上可分為東西兩塊區域。

## 沿革
鼎金里為早期覆鼎金聚落的發源地，其名稱源於今鼎金中街9號至25號正後方的一座小山丘，因形圓而淨，如釜之覆置狀，故以「覆鼎金」名之。二戰後，命名為鼎金里，當時範圍囊括現今的鼎強里、鼎力里、鼎盛里，這些區域於1981年獨立分出為鼎盛里，剩餘部分維持鼎金里之名一直延續至今，面積約1.3760平方公里。

## 範圍
- 東界：高雄市鳥松區
- 北界：高雄市仁武區
- 西北界：隔鼎力路接鼎強里、鼎力里
- 西南界：隔天祥一路、鼎金後路、金鼎路、鼎金中街、大裕路接鼎西里；隔明誠一路接本館里

## 里內設施

### 國道一號以西
- 金獅湖
- 高雄道德院
- 覆鼎金保安宮
- 鼎新路傳統早市
- 台灣基督長老教會鼎金教會

### 國道一號以東
- 高雄市政府環境保護局中區資源回收廠
- 高雄市殯葬管理處火葬場
- 覆鼎金公墓